# غاري بيرغن
غاري بيرغن (بالإنجليزية: Gary Bergen)‏ مواليد 16 يوليو 1932 في إنديبندنس - الوفاة 27 يوليو 2010، كان لاعب كرة سلة أمريكي. بدأ مسيرته الاحترافية في سنة 1956. تم اختياره من قبل فريق نيويورك نيكس خلال الدرافت. حمل الرقم 18. بلغ طوله 6 قدم 8 بوصة (2.0 م). اعتزل اللعب في 1957.

## روابط خارجية
- غاري بيرغن على موقع إن بي أي (الإنجليزية)
- غاري بيرغن على موقع سبورتس رفرنس (الإنجليزية)
- غاري بيرغن على موقع كلية كرة السلة في سبورتس رفرنس.كوم (الإنجليزية)
- غاري بيرغن على موقع ريلجم (الإنجليزية)
- غاري بيرغن على موقع بروبوليرز (الإنجليزية)